# Forte de Vila Bela
O Forte de Vila Bela localizava-se na Ilha de São Sebastião (Ilhabela) no litoral norte do estado brasileiro de São Paulo.

## História
Foi erguido em 1820 pelo governador militar da Província de São Paulo, major Maximiliano Augusto Penido, artilhado com nove peças. Cruzava fogos com o Forte do Pontal da Cruz no continente, batendo o norte do canal de São Sebastião. O mesmo autor considera-o arruinado, à época (1885).
Situado em frente à Vila Bela da Princesa, constitui-se no principal e de maiores dimensões em operação na ilha.

## Características
Apresentava planta no formato de um semi-circulo, com o seu terrapleno acedido por uma rampa pelo lado de terra, aberto (sem muro). Uma planta atualmente no Arquivo Histórico do Exército (Rio de Janeiro), indica-lhe apenas quatro peças, e o mastro da bandeira na extremidade direita, sem edificações de serviço.